# Język urdu
Język urdu (‏اردو‎ urdū), miejscowo znany jako lashkari (‏لشکری‎) – język indoeuropejski z grupy indoaryjskiej używany obecnie przez ponad 50 mln ludzi na subkontynencie indyjskim i przez ponad milion osób zamieszkujących poza Azją.
Urdu i hindi, ponieważ są niemal identyczne pod względem struktury gramatycznej i podstawowego słownictwa, są uznawane za ustandaryzowane rejestry tego samego języka (nierzadko określanego jako hindustani, szczególnie jako język potoczny). Natomiast występują między nimi znaczne różnice leksykalne, gdyż urdu czerpie zapożyczenia z języka perskiego i arabskiego, natomiast hindi – z sanskrytu. Także w odróżnieniu od urdu, hindi posługuje się indyjskim pismem dewanagari. Różnice te powodują, że na poziomie np. wykładu naukowego języki te stają się wzajemnie niezrozumiałe, mimo że nie występują żadne przeszkody w komunikacji np. na poziomie sytuacji codziennych.

## Historia
Początki języka datowane są na XII–XIII wiek, rozwinął się wśród Desi (islamskich neofitów) oraz wśród wojowników pojmanych przez muzułmanów podbijających pod wodzą Mahmuda z Ghazni Półwysep Indyjski. Słowo urdu jest skróconą formą perskiego określenia zaban-e-ordu, czyli „język wojskowy”, od tureckiego słowa ordu „armia, obóz wojskowy”.
Słownictwo urdu zawiera wiele zapożyczeń z języka arabskiego, perskiego, tureckiego oraz paszto.
Od końca XVI wieku urdu stosuje zapis w zmodyfikowanym alfabecie arabskim, z dodatkowymi literami i znakami diakrytycznymi dla dźwięków niewystępujących w języku arabskim.
W 1947 po uzyskaniu niepodległości przez Pakistan (nazwa też wywodzi się z tego języka: pakistan w urdu oznacza „kraj czystości”) urdu stał się tam językiem urzędowym. Urdu to także jeden z 27 języków urzędowych Indii (w stanie Telangana, Dżammu i Kaszmir).